# Pelzgroppen
Pelzgroppen (Caracanthus (Gr.:, „kara“ = Gesicht + „akantha“ = Dorn)) sind eine Gattung kleiner zwischen Steinkorallen lebender Meeresfische aus der Familie der Drachenköpfe (Scorpaenidae). Sie werden auch Pelzbarsche oder Korallenhocker genannt und umfassen vier Arten.
Pelzgroppen leben in Haremsgruppen, mit einem Männchen und mehreren Weibchen im tropischen Bereich des Pazifik und des Indischen Ozeans zwischen den Ästen der verzweigt wachsenden Steinkorallengattungen Acropora, Pocillopora und Stylophora. Dort halten sie sich mit ihren kräftigen Bauchflossen fest.

## Merkmale
Pelzgroppen werden drei bis fünf Zentimeter lang. Sie haben einen gedrungenen, seitlich stark abgeflachten Körper. Statt der Schuppen ist ihre Haut dicht mit kleinen rauen Hautpapillen besetzt, was ihnen ihr pelziges Aussehen gibt. Die Seitenlinie wird von röhrenförmigen Schuppen geschützt. Pelzgroppen werden ca. 5 cm groß. Das Maul ist endständig und klein. Die einzige Rückenflosse ist durch einen Einschnitt in eine von sechs bis acht Flossenstacheln gestützten Abschnitt und einem von 11 bis 14 weichen Flossenstrahlen gestützten Abschnitt geteilt. Wie die Skorpionfische (Scorpaeninae) besitzen Pelzgroppen Giftdrüsen in den Strahlen der Rückenflossen. Die Afterflosse hat zwei Stacheln und 11 bis 14 Weichstrahlen, die Brustflossen 11 bis 14 Flossenstrahlen. Die winzigen Bauchflossen werden von einem Stachel und zwei oder drei kurzen Weichstrahlen gestützt.

## Lebensweise
Ähnlich wie die Korallengrundeln leben die Pelzgroppen in den Korallenriffen des Indopazifik versteckt in ästigen Steinkorallen (Scleractinia) der Gattung Acropora und der Familie Pocilloporidae. Sie schwimmen schlecht und ernähren sich von Krebschen und anderen Kleintieren, die zwischen die Korallenäste geraten.

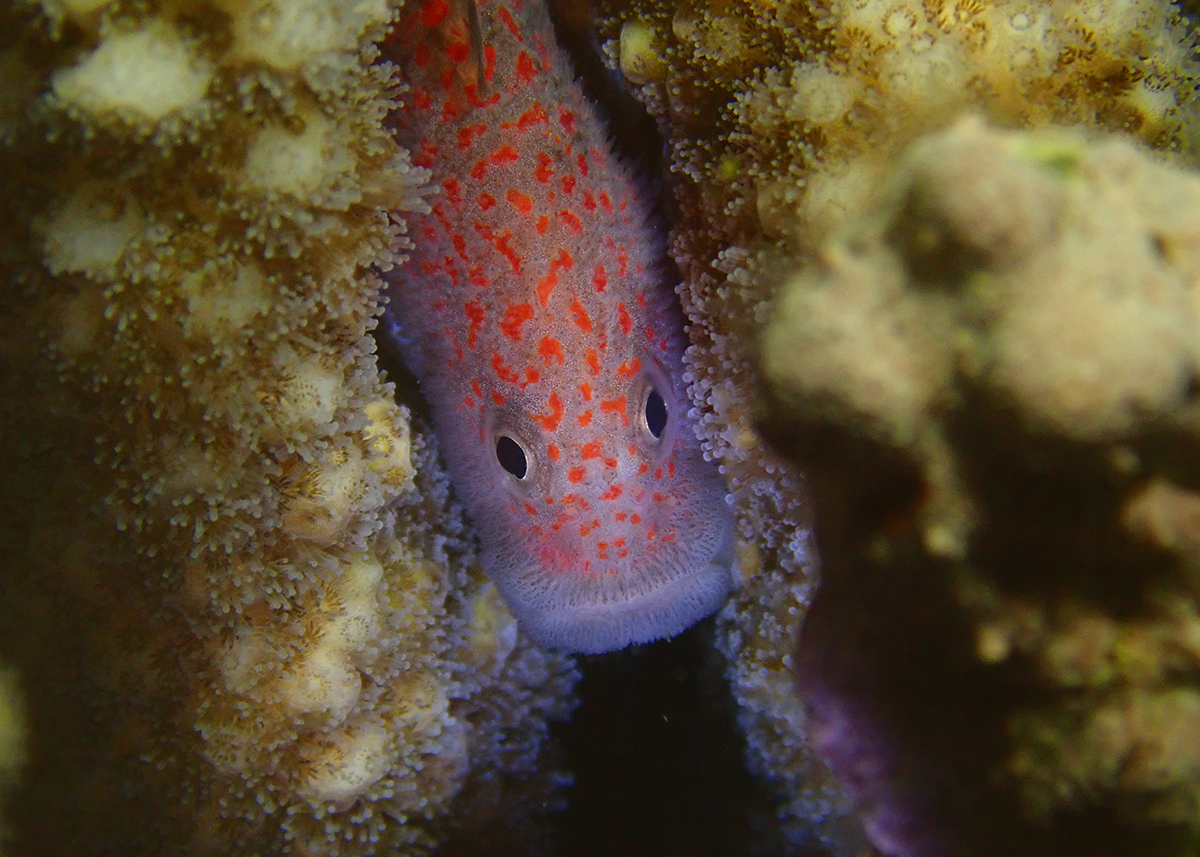
Caracanthus madagascariensis zwischen Steinkorallen

## Arten
- Caracanthus maculatus (Gray, 1831)
- Caracanthus madagascariensis (Guichenot, 1869)
- Caracanthus typicus Krøyer, 1845
- Caracanthus unipinna (Gray, 1831)